# Adam Droger
Adam Droger (lat. Drogerius) z Drogesburku (1. polovina 16. století – 1608 Litoměřice) byl německy mluvící katolický kněz, sídelní kanovník a děkan litoměřické kolegiátní kapituly.

## Život
Německy mluvící kněz se stal v roce 1577 kanovníkem kapituly sv. Štěpána v Litoměřicích. V litoměřickém svatoštěpánském chrámu pak určitý čas kázal německy a česká kázání zajišťoval probošt Wolfgang Pistorius. V roce 1584 byl povýšen na děkana této kapituly a svůj děkanský úřad vykonával až do roku 1607. V pravidelných německých kázáních ho nahradil kanovník Jan Herold.
František z Ditrichštejna, 47. probošt kapituly, jej v roce 1598 navrhoval jako svého nástupce do funkce probošta litoměřického kapituly pro jeho obětavou službu, ale pravomoc církevních představitelů volit probošta v Litoměřicích neplatila a musela ustoupit světskému jmenování císařem Rudolfem II., který za probošta jmenoval Jakoba Chimarrhäuse z Roermundu. Bylo to pro Františka z Ditrichštejna, Adama Drogeria a další církevní činitele zklamáním z bezmoci, nicméně právo jmenovat děkana zůstávalo v moci světských úřadů až do roku 1917, kdy nabyl účinnosti Kodex kanonického práva.
Při častém střídání proboštů, Adam Droger jich za dobu svého kanonikátu zažil celkem 7, byl se souhlasem pražského arcibiskupa pověřen, aby převzal některá zemědělská zařízení probošta a hospodařil s církevním majetkem. Zemřel v roce 1608.